# Karl Kautsky
Karl Johann Kautsky (Praag, 16 oktober 1854 – Amsterdam, 17 oktober 1938) was een Tsjechisch-Oostenrijks marxistisch theoreticus van de sociaaldemocratie. 
Kautsky was in de periode tussen 1880 en 1920 de belangrijkste persoon die de theorieën van Karl Marx en Friedrich Engels in West-Europa verspreidde. Al gedurende zijn leven werd zijn werk in dertig talen vertaald. Hij correspondeerde met de leiders van nagenoeg alle socialistische partijen ter wereld, niet alleen in Europa, maar ook in Noord- en Zuid-Amerika, Azië, Noord-Afrika en het Midden Oosten. Jarenlang gold hij wereldwijd als de belangrijkste theoreticus van het marxisme. Hij schreef veel, over een breed scala van onderwerpen op historisch, economisch en politiek terrein. Van 1883 tot 1917 was hij redacteur van Die Neue Zeit. In dat tijdschrift schreven alle vooraanstaande theoretici van het marxisme.
Na de oorlog werd Kautsky een uitgesproken criticus van bolsjewistisch Rusland. Hierbij polemiseerde hij met Vladimir Lenin, Leon Trotski en Jozef Stalin over de aard van de Sovjet-Unie.

## Biografie
Karl Johann Kautsky werd in Praag geboren als oudste kind van Minna Jaich (1837–1912) en Johann Kautsky (1827–1896). Minna Jaich was een in Duitsland geboren actrice en schrijfster van sociale romans. Johann Kautsky was een Tsjechische decorschilder. Johann Kautsky kreeg in 1863 een aanstelling als decorschilder aan het Hoftheater in Wenen.

De jonge Karl kreeg tot zijn tiende les van een huisonderwijzer. Van 1864 tot 1866 was hij leerling op het internaat van het Benedictijner klooster van Melk. Daarna gaat hij in Wenen naar het Akademisches Gymnasium Wien.

Kautsky studeerde geschiedenis en filosofie in Wenen.
In januari 1875 werd hij lid van de Sociaaldemocratische Arbeiderspartij van Oostenrijk. Kort daarna verschenen zijn eerste bijdragen aan de Duitse socialistische bladen Der Volksstaat en Vorwärts en aan de Oostenrijkse bladen Gleichheit en Der Sozialist.
In 1881 ontmoette hij Karl Marx. In 1883 richtte hij het tijdschrift Die Neue Zeit op, dat uitgroeide tot het meest gezaghebbende theoretische orgaan van de Tweede Internationale. Van 1885 tot 1890 verbleef hij in Londen waar hij nauw bevriend werd met Friedrich Engels. Samen met Engels redigeerde en publiceerde hij postuum de werken van Karl Marx. Reeds in 1888 had Engels hem gevraagd de Theorien über den Mehrwert te redigeren. Dat kolossale karwei aan "het vierde deel van Das Kapital" werd pas afgerond met de publicatie in de periode 1905–1910 van het werk in drie banden.
In 1891 was Kautsky een van de opstellers van het Erfurter Programm van de Sozialdemokratische Partei Deutschlands (SPD). Dat werd het eerste marxistische partijprogramma van de SPD en daarmee van de meest invloedrijke partij in de Tweede Internationale. Kautsky schreef een zeer uitgebreide toelichting op het programma, die in boekvorm verscheen.
Na de dood van Friedrich Engels in 1895 werd Kautsky een van de belangrijkste en invloedrijkste theoretici van het socialisme. Samen met August Bebel vormde hij het marxistische centrum van de partij. Tot 1917 was Kautsky redacteur van Die Neue Zeit. Daarna nam Heinrich Cunow deze taak over. Kautsky schreef in 1909 een boek Der Weg zur Macht. Lenin oefent in zijn boek Staat en revolutie sterke kritiek uit op Kautsky, die hij sociaal chauvinisme verwijt.
Na de Eerste Wereldoorlog begon Kautsky steeds meer tussen wal en schip te geraken. Enerzijds volgden leninisten Lenins oordeel dat Kautsky een afvallige marxist was, een 'renegaat', terwijl anderzijds sociaaldemocraten Kautsky slechts zagen als een historisch figuur uit de eerste, 'pre-historische' dagen van hun partij en beweging.
Kautsky woonde jarenlang in Berlijn-Friedenau, waar zijn echtgenote Luise Ronsperger zeer bevriend was met Rosa Luxemburg. Thans herinnert een gedenkplaat in de Saarstrasse 14 in Friedenau aan Karl Kautsky. 
In 1938 overleed hij in ballingschap te Amsterdam. Zijn persoonlijk archief wordt bewaard er bij het Internationaal Instituut voor Sociale Geschiedenis.

## Contacten met Nederlandse marxisten
Kautsky onderhield heel veel buitenlandse contacten, waaronder ook met Nederlandse marxisten, zoals Anton Pannekoek, Herman Gorter en Henriette Roland Holst.
Die Neue Zeit (DNZ) — het tijdschrift dat Kautsky redigeerde — vormde een belangrijke inspiratiebron voor Nederlandse marxisten (niet toevallig heette het theoretisch orgaan van de SDAP, dat in 1896 werd opgericht ook De Nieuwe Tijd). Veel Nederlanders publiceerden in DNZ.
Veel werk van Kautsky werd in het Nederlands vertaald.

## Kautsky's denkbeelden
Kautsky's denkbeelden zijn vaak verkeerd begrepen, zowel door zijn tegenstanders, als door degenen die tot zijn vrienden gerekend moeten worden. Onder aanvoering van Lenin (die schreef over "de renegaat Kautsky") werd hij door de communisten vanaf 1918 in de ban gedaan. Omgekeerd hebben zijn (vaak Angelsaksische, en vaak ongeveer even dogmatische) opponenten ter rechterzijde hem verweten dat hij te radicaal en rigide was in theoretische kwesties, en daarmee verhinderde dat de SPD zich kon ontwikkelen tot een brede democratische partij.
In de studie van Jukka Gronow (2016) ligt de nadruk op de betekenis van Kautsky voor de ontwikkeling van de marxistische theorie over het kapitalisme. En alhoewel Kautsky ook uitvoerig over historische onderwerpen en ethiek schreef, stonden filosofische vraagstukken met betrekking tot het (dialectisch) materialisme en politiek vraagstukken over de sociale democratie bij Kautsky minder op de voorgrond; die werden in de tijd van de Tweede Internationale eerder door bijvoorbeeld Plechanov behandeld. Al wekt een titel zoals die van een van de belangrijke werken van Kautsky, "Die materialistische Geschichtsauffassung" (1927) dan ook de indruk gewijd te zijn aan het historisch materialisme –  de geschiedenisopvatting van Marx en Engels – hier wordt toch, aldus Gronow, eerder een evolutionistische geschiedenisopvatting gegeven.

## Ethiek en moraal in het Marxisme
De eerste marxist die zich enigszins uitvoerig met ethiek heeft bezig gehouden is Karl Kautsky geweest in zijn in 1906 verschenen boekje 'Ethik und materialistische Geschichtsauf fassung.' Volgens hem is het allemaal erg eenvoudig: zoals een dier en een mens een instinct tot zelfbehoud heeft, zo heeft een groep dieren of mensen een in de leden van die groep werkzame Trieb tot handhaving van die groep. Wat die groep schaadt wordt als slecht, wat bijdraagt tot de instandhouding van die groep wordt als moreel goed ondervonden. ‘Ein tierischer Trieb, nichts anderes ist das Sittengesetz.’ 